# Jeu parti
Das Jeu parti (altfr. jeu parti „geteiltes Spiel“) ist eine lyrische Gattung der mittelalterlichen französischen und provenzalischen Dichtung. Die Bezeichnung ist dem provenzalischen Begriff Joc partit für das Partimen nachgebildet. Die Themen sind ebenfalls minnedidaktischer Natur.
Wie das Partimen ist das Jeu parti ein von zwei konkurrierenden Sängern verfasstes Streitgedicht. Zwei hypothetisch konstruierte Fälle, die einander ausschließen, werden gegenübergestellt und mit spitzfindigen Argumenten verteidigt bzw. auf der Gegenseite widerlegt. Anders als im Partimen ist hier jedoch eine Lösung erwünscht, in der abschließenden Strophe wird oft ein Schiedsgericht angerufen, z. B. die Minneherrin.
Die Blüte der Jeux partis lag im 13. Jahrhundert, aus dieser Zeit sind mehr als 200 Werke erhalten.